# Aero 30
Der Aero 30 war ein Automobil, das vom tschechoslowakischen Automobilhersteller Aero von 1934 bis 1945 in Prag gebaut wurde.
Das Modell war das erste Fahrzeug von Aero mit Vorderradantrieb. Der Zweizylinder-Zweitaktmotor hatte einen Hubraum von 998 cm³ und leistete 30 PS. Mit seinem Dreiganggetriebe erreichte der Wagen eine Höchstgeschwindigkeit von rund 110 km/h. Der Kraftstoffverbrauch lag bei 9–11 l/100 km.
Ab 1939 hatte der Aero 30 eine modernisierte Werkskarosserie nach Sodomka, die vor allem am abgerundeten Kühlergrill zu erkennen ist.
Der Aero 30 war mit 7425 gebauten Fahrzeugen das erfolgreichste Vorkriegsmodell von Aero. Davon wurden 3285 Exemplare als Limousine, 2162 als Sportwagen und 837 als Lieferwagen ausgeliefert.

## Motorsport und Langstreckenfahrten
Zur Markteinführung des Aero 30 startete der Motorjournalist František Alexander Elstner im August 1934 mit einem der ersten Fahrzeuge von Prag nach Schottland.
In den Jahren 1934 und 1935 starteten mehrere Fahrzeuge bei den 1000 Meilen der Tschechoslowakei. Im Jahr 1935 kam dabei ein Aero 30 mit Vierzylinder-Zweitaktmotor und 1,6 Litern Hubraum zum Einsatz, der damit 150 km/h erreichte. Das Fahrzeug startete in der Klasse bis 2000 cm³.
Im Mai und Juni 1935 nahm Bohumil Turek mit einem serienmäßigen Aero 30 an der Fahrt Prag–Tiflis–Prag teil.
Ein Jahr später durchfuhren Mila Polàk und Lida Ondrovà elf Länder in sieben Tagen. Dabei legten sie durchschnittlich mehr als 1000 km am Tag zurück.
Vladimir Formanek belegte 1937 bei der Rallye Monte Carlo mit einem Aero 30 Spezial den 33. Platz.